# Landon Donovan
Landon Donovan (Ontario, 4. ožujka 1982.) umirovljeni je američki nogometaš. 
Donovan je najbolji američki nogometaš svih vremena. Do sada je dobio čak pet nagrada za najboljeg američkog nogometaša u godini. Dana 10. listopada 2014. godine oprostio se od reprezentacije u igri protiv Ekvadora sa 157 nastupa i 57 golova. Igrao je na tri svjetska prvenstva i propustio samo jedno.

## Uspjesi

### Klupski
San Jose Earthquakes:
- MLS: 2001., 2003.

 Los Angeles Galaxy:
- MLS: 2005.
- Lamar Hunt U.S. Open Cup: 2005.

### Reprezentativni
- CONCACAF Gold Cup: 2002., 2005. i 2007.

## Vanjske poveznice
- Službena stranica  Arhivirana inačica izvorne stranice od 22. studenoga 2008. (Wayback Machine)